# 汪美先
汪美先（1914年—1993年），男，浙江衢州人，中国微生物学家、免疫学家，曾任中国人民解放军第四军医大学教授、博士生导师。